# 2017 في هايتي
فيما يلي قوائم الأحداث التي وقعت خلال عام 2017 في هايتي.

## سياسة

### تعيين في المنصب
- 7 فبراير – جوفينيل مويس رئيس هايتي.
- 21 مارس – جاك جاي لافونتانت رئيس وزراء هايتي.

### انتهاء فترة المنصب
- 21 مارس – إنيكس جان تشارلز رئيس وزراء هايتي.

## رياضة
- 1 يناير – هايتي في بطولة العالم للألعاب المائية 2017

## وفيات

### مارس
- 3 مارس – رينيه بريفال (مواليد 1943) سياسي هايتي.